# Stockheim (Baixa Francónia)
Stockheim é um município da Alemanha, situado no distrito de Rhön-Grabfeld, no estado da Baviera. Tem 19,86 km² de área, e sua população em 2019 foi estimada em 1.064 habitantes.